# Alles fühlt der Liebe Freuden
Alles fühlt der Liebe Freuden (littéralement Toute la création connaît les joies de l’amour) est l'air chanté lors du second acte par Monostatos, le serviteur maure de Sarastro, un ténor, dans l'opéra de Mozart Die Zauberflöte. 

## L'air
Cet air chanté par Monostatos sert à matérialiser les sentiments du personnage.
Voici la première phrase de ce dernier :

## La musique
La musique de cet air décrit l'amour que ressent Monostatos à la vue de Pamina endormie.

## Le texte
Le texte est tiré du livret en allemand de l'ami de Mozart, Emanuel Schikaneder, qui jouait aussi le rôle de Papageno lors de la première représentation. 
| Texte original allemand | Traduction française |
| --- | --- |
| Alles fühlt der Liebe Freuden, schnäbelt, tändelt, herzet, küßt und ich soll die Liebe meiden, weil ein Schwarzer häßlich ist! Ist mir denn kein Herz gegeben, bin ich nicht von Fleisch und Blut? Immer ohne Weibchen leben wäre wahrlich Höllenglut. Drum so will ich, weil ich lebe, schnäbeln, küssen, zärtlich sein! Lieber, guter Mond, vergebe, eine Weiße nahm mich ein! Weiß ist schön – ich muß sie küssen. Mond! verstecke dich dazu! Sollt’ es dich zu sehr verdrießen, o, so mach die Augen zu. | Toute la création connaît les joies de l’amour, tout badine, se caresse et s’embrasse et moi seul, je fuirais l’amour parce qu’un homme noir est laid ! Ne m’a-t-on pas donné un cœur ? Ne suis-je pas de chair et de sang ? Vivre éternellement sans femme vaut bien tous les tourments de l’enfer ! C’est pourquoi, tant que je vivrai, je veux prodiguer caresses, tendresse et baisers ! Madame la lune, pardonnez-moi : une peau blanche m’a séduit ! La blancheur est belle et mérite un baiser. Lune ! cachez votre visage ! Ou, si cela vous chagrine de trop, alors fermez les yeux. |